# Jakub Klaška
Jakub Klaška (* 1982) je český architekt. 

## Život
Jakub Klaška pochází z Jindřichova Hradce. Studoval architekturu v Praze na Vysoké škole uměleckoprůmyslové u Evy Jiřičné, později v ateliéru britské architektky Zahy Hadid na Vysoké škole aplikovaných umění ve Vídni. Po absolvování studia mu Zaha Hadid nabídla práci ve svém studiu v Londýně.
V letech 2010–2023 pracoval ve studiu Zaha Hadid Architects. Účastnil se tvorby mnoha projektů v různých částech světa, např. Mezinárodního centra kultury a umění v čínském Čchang-ša nebo rezidenčního projektu na 28. ulici v New Yorku nebo na návrhu prvního celodřevěného fotbalového stadionu pro klub Forest Green Rovers v Anglii. V Česku se podílel na projektu Nová Masaryčka.
V roce 2021 vznikl podle jeho návrhu Pomník hornických tradic a důlních neštěstí v Mostě.
V roce 2024, již s vlastním studiem Klaska LTD, zvítězil v soutěži na přestavbu bývalé pošty v pražské Hybernské ulici, která je součástí komplexu budov kolem Masarykova nádraží.